# 가자 지구

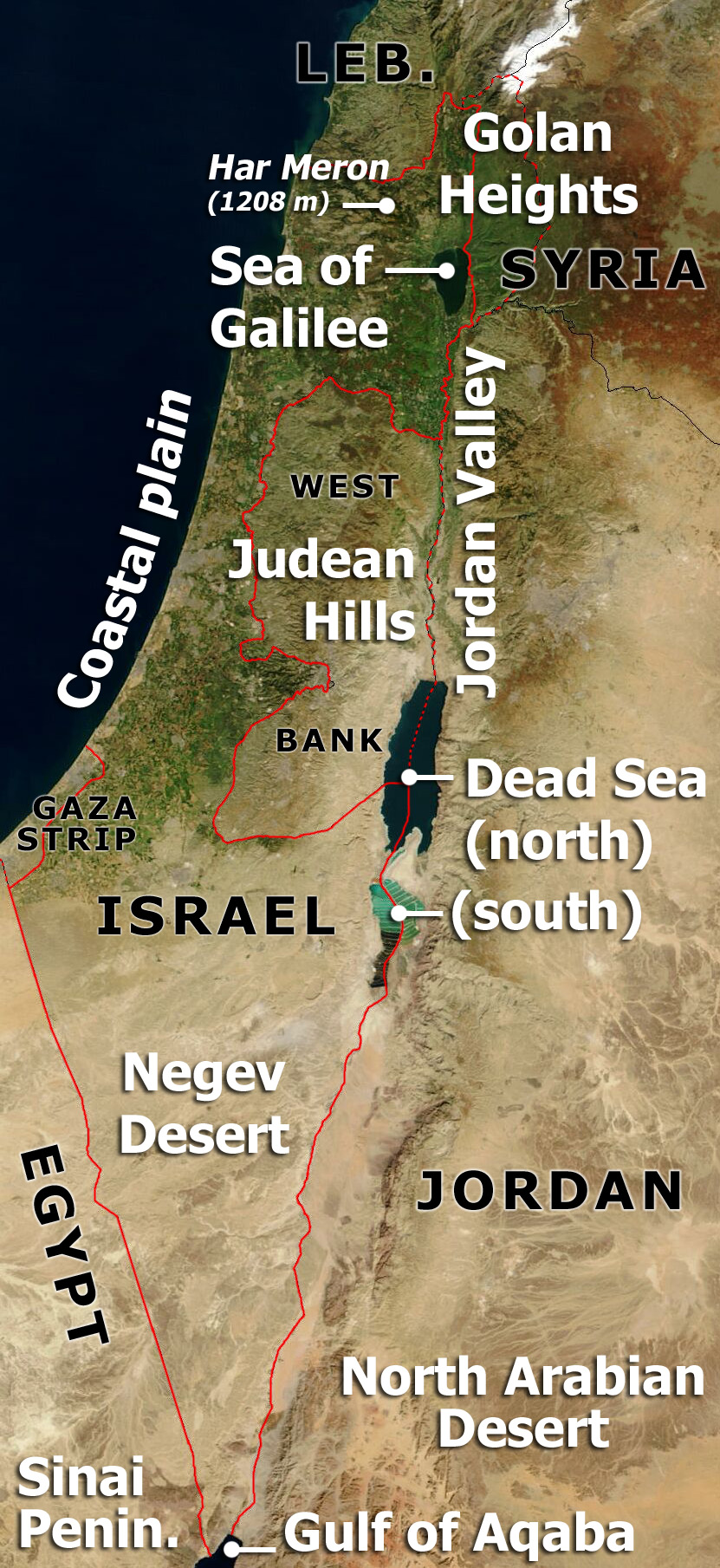
이스라엘과 남동 지중해 지역의 주요한 지리학적 특징들

가자 지구(아랍어: قطاع غزة 키타 가자[*], 영어: Gaza Strip, 문화어: 가자 지대)는 지중해 연안에 위치한 팔레스타인의 통치 지역으로 서안지구와 함께 팔레스타인을 구성한다. 2024년 추산 230만 명의 인구 중 대부분이 팔레스타인인 난민과 그들의 자손들로 구성되어 있으며 세계에서 인구밀도가 가장 높은 곳들 중 하나이다. 가자 지구라는 이름의 유래이자 수도는 가자 시티이며 최근 가장 인구가 많은 도시는 라파이다. 이집트와 이스라엘에 접해 있다. 가자지구는 수년 동안 팔레스타인 민족주의(Palestinian nationalism)와 저항의 원천으로 여겨져 왔다.
영토 경계는 1948년 아랍-이스라엘 전쟁이 끝난 후 이집트 왕국이 가자 지구를 통제하는 동안 확립되었다. 그 기간 동안 전팔레스타인 보호령이 제한적인 인정 하에 설립되었고 1948년 팔레스타인 전쟁 동안 피난을 가거나 추방된 팔레스타인인들의 피난처가 되었다. 이후 6일 전쟁 동안 이스라엘은 가자 지구를 점령하고 점령하면서 수십 년간 팔레스타인 영토에 대한 군사 점령을 시작했다. 1990년대 중반의 오슬로 협정으로 팔레스타인 자치 정부가 설립되었으며, 처음에는 파타가 이끌었으나, 2006년 선거에서 수니파 이슬람 세력인 하마스에게 패배했다. 하마스는 이듬해 가자 전투 에서 가자 지구 통치권을 장악한 뒤 이스라엘과 전쟁을 벌였다.
이스라엘이 가자지구에 가한 이동 및 물품 제한은 1990년대 초반으로 거슬러 올라간다. 2005년 이스라엘은 가자지구에서 군대를 철수하고 이스라엘 정착촌을 해체하고 가자지구에 대한 봉쇄를 시행했다. 봉쇄는 2007년 하마스가 정권을 잡은 이후 무기한으로 확대되었다. 이집트 역시 2007년부터 가자지구 봉쇄를 시작했다.
이스라엘의 철수에도 불구하고 가자지구는 국제법에 따라 여전히 이스라엘이 점령하고 있다. 현재의 봉쇄로 인해 사람과 물품이 자유롭게 영토에 출입하는 것이 불가능해 가자지구는 종종 '옥외 감옥'이라고 불린다. 유엔과 최소 19개 인권 기구는 이스라엘에 봉쇄를 해제할 것을 촉구했다. 이스라엘은 무기 유출을 막기 위해 가자지구 봉쇄를 정당화하지만, 팔레스타인인과 세계 인권단체들은 그것이 연좌제이며 끔찍한 생활 조건을 더욱 악화시킨다고 말한다. 2023년에 시작된 전쟁이 시작된 이후 이스라엘이 가자지구에서 저지른 행위는 학자, 국제법 전문가, 인권 단체들에 의해 집단 학살에 해당한다고 정의된다.
2025년 1월 19일에 임시 휴전이 시작되었지만 얼마 안가 2025년 3월 이스라엘의 가자 지구 공격으로 휴전이 중단되었다.
| \| \| 가자 지구 팔레스타인 \| v • d • e • h \|        |                      |               |
| 북가자주 가자주 가자 데이르알발라주 칸유니스주 라파주 |                      |               |
| Flag of Palestine                                     | 가자 지구 팔레스타인 | v • d • e • h |

## 인구
가자지구의 연간 인구 성장률은 세계에서 39번째로 높은 1.99%(2023년 추산)로 1967년 이스라엘 점령 시에 약 35만 명이었던 가자지구의 인구는 대규모 난민과 높은 출생률로 인해 2024년에는 약 214만 명을 넘어섰다. 이들이 한국의 세종특별자치시 정도의 면적인 약 360제곱킬로미터 정도의 면적에 거주하여 가자지구는 세계에서 13번째로 인구밀도가 높은 지역이 되었다. 거주하는 주민은 14세 이하 아동이 43.5%, 18세 미만 아동이 50%로 청소년 비율이 상당히 높다.(2010년 기준) 또, 214만 명 중 UN에 등록된 난민은 2019년 기준 약 146만 명(약 68%)이다.

### 종교 인구
대부분이 국교이기도 한 수니파이며, 소수의 기독교인이 있다.

## 행정 구역
가자 지구는 북가자주, 가자 시티가 위치한 가자주, 데이르알발라주, 칸유니스주, 라파주, 총 5개 주로 구성되어 있다. 인구가 가장 많은 곳은 가자 시티가 있는 가자 주로, 2017년 기준 가자 주에는 전체 가자지구 인구의 약 35%인 65만 명이 거주한다. 이어 칸유니스 주와 북가자주의 인구가 약 37만 명, 데이르알발라 주는 약 27만 명, 라파 주는 약 23만 명이다.

## 정치
하마스는 2007년에 파타를 축출한 뒤 자치정부와 별도의 내각과 의회, 사법부를 구성해 가자지구를 실효 지배하고 있어 2017년 야흐야 신와르가 가자지구를 통치하는 하마스 지도부 대표로 선출됐었다.
가자지구에는 하마스 산하의 무장조직인 이즈 앗딘 알카삼 여단을 포함하여 이슬람 지하드 연합, 알나세르 살라흐 앗딘 여단, 팔레스타인 해방대중전선 산하의 아부 알리 무스파타 여단 등 이스라엘을 적대시하는 무장조직들이 있다.

## 경제 및 환경
경제적으로 낙후되어 46% 이상인 실업률은 세계에서 가장 높으며, 청년 실업률은 70%에 이른다. 주민의 80%가 식료품 등의 원조에 의존하여 생활하고 있다. 유엔 인구 기금의 예측에 의하면, 2020년에 가자지구에는, 거주불능수준으로 인구가 넘쳐나고, 2030년에는 인구가 약 310만 명에 이를 것으로 보고 있다.
현재 가자지구 인구의 3분의 2는 1948년 제1차 중동 전쟁에 의해 발생한 팔레스타인 난민 또는 그 자손이다. 그 난민 문제의 해결책은 현재도 요원(遙遠)한 상태이다.
- 유아사망률 : 1000명 출생 대비 21.3명 사망
- 출생률 : 4.7명
- 인구증가율 : 1.99%[15]
- 지하수의 염수화(鹽水化)와 하수처리시설 기능부전으로 인해, 가자에서 공급된 물의 95%가 오염되어 있고, 질병의 30%는 그러한 물이 원인으로 발생한다.

## 역사
예로부터 통상과 군사상의 요지여서 많은 전쟁이 일어났는데, 1948년의 제1차 중동 전쟁(팔레스타인 전쟁) 이후 1967년까지 이집트가 군사통치하였고, 1967년의 제3차 중동 전쟁 이후 1994년까지 이스라엘군의 통치 아래 있었다. 이스라엘 통치시기에 실시된 인구조사에 따르면, 주민 약 63만 명 중 3분의 2가 제1차 중동 전쟁 때 흘러들어온 팔레스타인 난민이었고 그 반수가 난민수용소에서 살고 있었다.
1987년 12월 최대의 난민 캠프인 자발리아에서 인티파다(대중 봉기)가 발생하였으며, 1993년 8월 제11차 중동 평화 협상에서 이스라엘과 팔레스타인 해방기구가 가자 지구를 포함한 점령지역의 자치안(오슬로 협정)에 서명함으로써 1994년부터 가자 지구에 대한 통치권이 단계적으로 팔레스타인 자치기구에 이양되었다.
2006년 자유선거에서 승리한 하마스가 같은 해 6월 파타당과의 유혈내전을 시작하면서 이스라엘과 미국, 유럽연합이 제재조치를 불러오게 되었다. 현재 경제적 어려움을 겪고 있으며, 파타당이 장악하고 있는 요르단강 서안 지구와는 정치적 경쟁 관계에 있다. 지중해로 나가는 길은 이스라엘 해군에 의해 봉쇄되어 있으며, 하마스의 원리주의를 경계하는 주변 아랍국들로 인해 대외 지원도 미약하다.

## 같이 보기
- 게토
- 자유 가자 운동
- 요르단강 서안 지구
- 팔레스타인
- 이스라엘
- 이스라엘 정착촌
- 2025년 3월 이스라엘의 가자 지구 공격